# Bitwa pod Kleckiem
Bitwa pod Kleckiem – miała miejsce 5 sierpnia 1506.
Było to świetne zwycięstwo wojsk polsko-litewskich pod wodzą kniazia Michała Glińskiego nad Tatarami. Gliński na czele 7000 wojska rozbił tam kosz tatarski, uwalniając 40 000 jasyru i zdobywając 30 000 koni.

## Wstęp
Pomimo toczących się pertraktacji litewsko-tatarskich w sprawie antymoskiewskiego przymierza, chan Mengli I Girej zdecydował się na działania wymierzone w państwo jagiellońskie. Na początku 1506 roku Tatarzy zaatakowali jednocześnie Polskę i Litwę – jedna armia uderzyła na Małopolskę, a druga armia najechała Ruś Białą. Jeszcze w tym samym roku doszło do drugiego najazdu. W końcu maja 1506 roku wyruszyła z Krymu armia tatarska w sile 5000 żołnierzy, dowodzona przez synów chana Mengli Gireja Fethiego i Burnasza. Wojsko to posuwało się lewym brzegiem Dniepru przez Czernihów. Po przejściu Ziemi Siewierskiej Tatarzy dotarli do Łojowa, gdzie przeprawili się na prawy brzeg Dniepru, skąd poszli na Brahin i Mozyrz. Z Mozyrza armia tatarska ruszyła do Petrykowa, gdzie przeprawiła się przez Prypeć i poszła na Pohost, a stąd na Słuck. W końcu 20 lipca, przebywszy w ciągu dwóch miesięcy 1800 kilometrów, Tatarzy dotarli do spalonego przed dwoma laty Klecka, gdzie założyli kosz. Z kosza wysłano czambuły, które operowały w promieniu 100 kilometrów, w kierunku na Mińsk, Nowogródek, Oszmianę, Lidę i Wołkowysk.
W dniu, w którym Tatarzy dotarli do Klecka, wieść o ich najeździe dotarła do Lidy, gdzie przebywał chory wówczas król Aleksander Jagiellończyk, mający przy sobie jedynie rotę jazdy złożonej z zaciężnych serbskich raców. Król nie uległ panującej panice i ogłosił pospolite ruszenie, a następnie przekazał dowództwo hetmanowi litewskiemu Stanisławowi Kiszce oraz marszałkowi nadwornemu Michałowi Glińskiemu, który znakomicie znał tatarską sztukę wojenną, a ponadto obdarzony był talentem wojskowym. Był on inicjatorem sprowadzania do Rzeczypospolitej znanych z pogranicza serbsko-węgierskiego raców, którzy stanowili jazdę lekką zaprawioną w walkach z Turkami. Gliński nie czekał na zebranie wszystkich wojsk, lecz od razu wysłał na zwiady oddział lekkiej jazdy, który w pobliżu Lidy natrafił na grupkę Tatarów. Ponieważ nie wszyscy obecni przy królu wierzyli, że Tatarzy zapuścili się aż tak daleko, przedstawiono im jako dowód schwytanych jeńców i obcięte głowy, które przywiózł ze sobą wysłany podjazd.
Wykonując królewski rozkaz wodzowie litewscy, którzy mieli przy sobie 7000 żołnierzy (w tym 6000 litewskiego pospolitego ruszenia  znanego jako służba ziemska oraz racowie i jedna nadworna chorągiew polska), wyruszyli z Lidy 30 lipca, docierając następnego dnia do Nowogródka. Jeden z rozesłanych wcześniej podjazdów przyprowadził 3 sierpnia 6 jeńców, którzy podali informacje o dokładnym położeniu kosza. Armia polsko-litewska ruszyła nocą komunikiem i rankiem 4 sierpnia zatrzymała się w Ostaszynie. Straże przednie dopadły i rozbiły tego dnia pod Iszkołdzią wracający do Klecka czambuł, liczący 500 Tatarów. Niedobitki rozbitego czambułu zaalarmowały stojących w koszu wodzów tatarskich.
W trakcie dalszego marszu Kiszka zachorował, więc na noc Gliński zatrzymał swe wojska w odległym o 85 kilometrów od Nowogródka i 20 kilometrów od Klecka Nielepowie. Tutaj hetman poczuł się jeszcze gorzej, więc szlachta litewska postanowiła, że całe dowództwo spocznie teraz w rękach Glińskiego.

## Bitwa
Tatarzy wiedzieli o zbliżającym się niebezpieczeństwie, jednak zgromadziwszy w koszu wiele zdobyczy, postanowili stoczyć bitwę. Ponieważ w koszu znajdowała się tylko połowa wszystkich sił, czekali, aż przybędą pozostałe czambuły. Kosz zajmował dogodną pozycję obronną, gdyż od zachodu osłaniała go bagnista dolina rzeki Łani, a od północy i wschodu znajdowały się bagna.
Gliński, by zamknąć Tatarom drogę ucieczki, zmienił kierunek marszu i przeszedł leśnymi i polnymi drogami z traktu nowogrodzkiego na trakt prowadzący z Pińska do Klecka i w ten sposób przybył do Klecka od południowego zachodu. Marszałek chciał odciąć Tatarom drogę odwrotu, oskrzydlić ich i zniszczyć. Choć przemarsz wojsk Glińskiego nie został zauważony przez kosz tatarski, to jednak okazało się, że spodziewający się ataku nieprzyjaciel jest w pełni gotów do walki.
Początkowo przez 3 godziny obie armie walczyły przez rzekę. Potem Gliński, osłaniając się strzelcami i dwoma działkami, przygotowywał pod ciągłym ostrzałem łuczników tatarskich, dwie przeprawy dla dwóch grup uderzeniowych. Po przygotowaniu przepraw obie grupy ustawione zostały w kolumny bojowe. Dla osłony przed wracającymi do kosza czambułami wódz litewski zostawił w odwodzie polską chorągiew liczącą 400 żołnierzy.
Około godziny 15 Gliński rzucił swe wojska do natarcia, chcąc ściągnąć Tatarów na lewą grupę, by prawa grupa mogła odciąć im drogę odwrotu, co pozwoliłoby otoczyć nieprzyjaciela. Jednak prawa grupa pierwsza przeprawiła się przez rzekę i z tego powodu zaatakowała zbyt wcześnie, uniemożliwiając oskrzydlenie Tatarów. W tej sytuacji na nią właśnie uderzyła główna część armii tatarskiej. Walcząca z przeważającymi siłami prawa grupa stawiała zacięty opór, jednak była stopniowo spychana ku rzece. Gliński przeprawił się przez Łanię z drugą grupą, rozproszył słabą osłonę tatarską, a następnie uderzył z boku na Tatarów, rozrywając ich szyk na dwoje. Atak drugiej grupy okazał się dla wyniku bitwy rozstrzygający. Ponieważ droga odwrotu wciąż była wolna, Tatarzy rzucili się do ucieczki. W czasie pościgu część z nich utonęła w pobliskiej rzeczce Ceprze. Tylko część armii tatarskiej udało się Glińskiemu otoczyć i zniszczyć. 
Po zajęciu kosza uwolniony został cały jasyr. Ponadto w ręce zwycięzców wpadły inne zdobycze, jak bydło, konie oraz różne kosztowności. Straty Tatarów są nieznane, wiadomo tylko, że były duże i że najwięcej ich zginęło w obszarze między rzekami Ceprą a Łanią. Także w czasie walk toczonych między Łanią a Ceprą wzięto największą ilość jeńców tatarskich. W późniejszym okresie jeńcami tymi zaludniono wiele osad zniszczonych wcześniej przez najazdy tatarskie.
Gliński posłał za uciekającymi Tatarami kilka chorągwi, a sam został i w ciągu trzech dni rozbił pozostałe czambuły, które wracały do kosza. Całkowite zwycięstwo uniemożliwiła tworząca prawą kolumnę służba ziemska, która swoją porywczością zniweczyła plan Glińskiego. Litewski wódz błyskawicznie potrafił zmienić taktykę i pokonać przeciwnika, jednak otoczenie wszystkich sił tatarskich było już wtedy niemożliwe. Straty tatarskie powiększył prowadzony pościg wspierany przez miejscową ludność, wytrwale tropiącą Tatarów wśród lasów i zarośli.

## Po bitwie
Niedługo po bitwie pod Kleckiem stosunki między państwem polsko-litewskim a Chanatem Krymskim uległy znacznej poprawie. Zygmunt Stary zgodził się płacić chanowi coroczne "upominki", które na Krymie uważano za haracz, natomiast chan Mengli I Girej w jarłyku potwierdził nadania poprzednich chanów, przyznając Wielkiemu Księstwu Litewskiemu prawo do wszystkich ruskich ziem należących niegdyś do Złotej Ordy i zdobytych przez Litwę. Oba państwa zawarły w Mielniku sojusz wymierzony przeciwko Księstwu Moskiewskiemu, które w maju 1506 roku zaatakowało Chanat Kazański. Ten ostatni też usiłowano wciągnąć do antymoskiewskiej koalicji.